# Juan Bautista de Anza
Juan Bautista de Anza Bezerra Nieto (Fronteras, Sonora, julho de 1736 – Arizpe, Sonora, 19 de dezembro de 1788) foi um político e explorador a serviço do Império Espanhol, ou seja, um dos colonizadores dos Estados Unidos.

## Juventude
Nasceu em Fronteras, Sonora, perto de Arizpe, em uma família de militares na fronteira norte da Nova Espanha. Era filho de Juan Bautista de Anza I. Em 1752 se alistou no exército no Presidio de Fronteras. Avançou rapidamente e tornou-se Capitão em 1760. Casou-se em 1761. Sua esposa era a filha de Francisco Pérez Serrano, espanhol proprietário de mina. Eles não tiveram filhos. Seus deveres militares consistiam principalmente em incursões contra hostis nativos americanos como os Apaches, durante o curso do qual ele explorou muito do que é agora o estado americano do Arizona.

## Expedições à Califórnia
Os espanhóis começaram a colonizar a Alta California em 1769. Isto envolveu uma longa viagem por mar contra os ventos predominantes e a corrente da Califórnia. O problema era encontrar uma rota terrestre. De Anza ouviu falar de um índio da Califórnia chamado Sebastian Tarabal que havia fugido da Missão de San Gabriel Arcángel de Sonora e tomou-o como guia.
Em 1772, ele propôs uma expedição a Alta Califórnia para o vice-rei da Nova Espanha. A expedição foi aprovada pelo Rei de Espanha e em 8 de janeiro de 1774, com 3 padres, 20 soldados, 11 servos, 35 mulas, 65 gados e 140 cavalos, ele partiu de Tubac para o sul da atual Tucson, Arizona. A expedição tomou uma rota sul ao longo do Rio Altar (Sonora y Sinaloa, Nova Espanha), em seguida, contornou a moderna fronteira México / Califórnia e atravessou o rio Colorado, na sua confluência com o rio Gila. Era no domínio da tribo Quechan com a qual estabeleceu boas relações. Ele chegou a Mission San Gabriel Arcangel perto da costa da Califórnia em 22 de março de 1774, e Monterey, Califórnia, capital da Alta Califórnia, em 19 de abril. Ele voltou a Tubac no final de maio de 1774. Esta expedição foi acompanhada de perto pelo Vice-Rei e Rei e em 2 de outubro de 1774, foi promovido ao posto de Tenente-coronel e liderou um grupo de colonos a Alta Califórnia. Os espanhóis desejavam reforçar sua presença na Alta Califórnia como um amortecedor contra a colonização das Américas pelos russos avançando a partir do norte e, possivelmente, estabelecer um porto que daria abrigo aos navios espanhóis. A expedição teve início em outubro de 1775 e chegou a Missão San Gabriel em janeiro de 1776, os colonos sofreram muito com o inverno na rota.

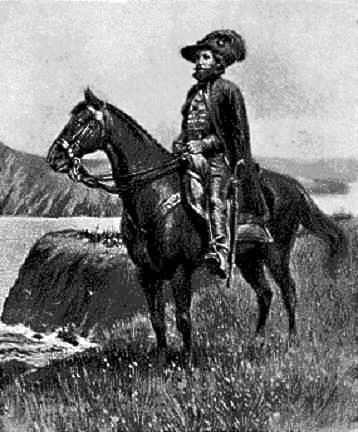
Juan Bautista de Anza, a partir de um retrato em óleo por Fray Orsi em 1774.

A expedição seguiu para Monterey com os colonos. Tendo cumprido a sua missão do Vice-rei, Juan Bautista de Anza continuou com o Padre Pedro Font e um grupo de doze outros explorando o norte e encontraram a primeira rota terrestre para a Baía de São Francisco. No diário de Anza em 25 de março de 1776, ele afirma que ele "chegou ao arroyo de San Joseph Cupertino, que é útil apenas para os viajantes. Aqui paramos para passar a noite, tendo chegado oito léguas em sete horas e meia. Deste lugar, temos visto a nossa direita o estuário que flui do porto de San Francisco."  Seguindo caminho, de Anza localizou os locais para o Presídio de São Francisco e Missão São Francisco de Asís na atual São Francisco, Califórnia em 28 de março de 1776. Ele não estabeleceu a colônia; esta foi estabelecida mais tarde por José Joaquín Moraga. Ao voltar para Monterey, ele instalou os locais originais para a Missão de Santa Clara de Asís e a cidade de San José de Guadalupe (atual São José, Califórnia), mas novamente não estabeleceu qualquer colônia. 

## Novo México
Em 1777, ao retornar da bem sucedida expedição, de Anza viajou para a Cidade do México com o chefe da área do baixo rio Colorado. Os nativos Quechan (Yuma) solicitaram o estabelecimento de uma missão. Em 24 de agosto de 1777, o Vice-rei da Nova Espanha nomeou Anza como o Governador da Província de Nuevo México, o atual estado americano do Novo México.
Governador de Anza liderou uma expedição punitiva contra os comanches, nativos americanos que tinham invadido Taos em 1779. Com seus Utes e Apaches, nativos americanos aliados, e cerca de 800 soldados espanhóis, de Anza foi para o norte através do vale de San Luis, entrando nas Grandes Planícies no que é hoje Manitou Springs, Colorado. Circulando El Capitan (atual Pikes Peak), ele surpreendeu uma pequena força de Comanches perto da atual Colorado Springs. Perseguiu os nativos sul adentro do Fountain Creek, de Anza atravessou o rio Arkansas perto da atual Pueblo, Colorado. Ele encontrou o corpo principal dos Comanches no Greenhorn Creek, retornando de uma incursão no Nuevo México, e conquistou uma decisiva vitória. Chefe Cuerno Verde e muitos outros líderes dos Comanches foram mortos.
No final de 1779, Anza e seu pequeno destacamento encontrou uma rota de Santa Fé para Sonora, a oeste de Camino Real de Tierra Adentro. Suas várias expedições militares locais contra tribos que defendiam sua terra natal eram muitas vezes bem sucedidas, com exceção da tribo de nativos americanos Quechan (Yuma) com a qual ele havia estabelecido paz com antigos rebeldes. Em 1783, Anza liderou uma campanha contra os Comanches nas planícies do leste e em 1784 eles estavam em processo de paz. O último dos chefes Comanche acabou cedendo e um tratado formal foi celebrado em 28 de fevereiro de 1786 em Pecos Pueblo.  Tal ato pavimentou o caminho para os comerciantes e para o desenvolvimento do comércio Comanchero.

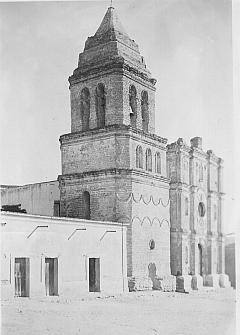
Local do túmulo de Juan Bautista de Anza, Nuestra Señora de la Asunción de Arizpe.

Juan Bautista de Anza permaneceu como Governador de Nuevo México até 1787, quando ele voltou para Sonora. Foi nomeado comandante do Presidio de Tucson em 1788, mas morreu antes que pudesse partir e tomar posse.

## Morte
Juan Bautista de Anza morreu em Arizpe, México, e foi sepultado na igreja de Nuestra Señora de la Asunción de Arizpe. Em 1963, com a participação de delegações da Universidade da Califórnia de Berkeley e São Francisco, ele foi exumado e enterrado em um novo mausoléu memorial de mármore na mesma igreja.